# Aethionema cordatum
Aethionema cordatum är en korsblommig växtart som först beskrevs av René Louiche Desfontaines, och fick sitt nu gällande namn av Pierre Edmond Boissier. Aethionema cordatum ingår i släktet Aethionema och familjen korsblommiga växter. Inga underarter finns listade i Catalogue of Life.